# 曼利厄斯鎮區 (密歇根州)
曼利厄斯鎮區（英語：Manlius Township）是位於美國密歇根州阿勒根縣的一個行政鎮區。

## 地方資料
曼利厄斯鎮區的面積為93.10平方千米，當中陸地面積為91.10平方千米，而水域面積為2.00平方千米。根據2010年美國人口普查的數據，當地共有人口3312人，而人口密度為每平方千米35.57人。